# Leptodiaptomus cuauhtemoci
Leptodiaptomus cuauhtemoci är en kräftdjursart som först beskrevs av Osorio-Tafall 1941.  Leptodiaptomus cuauhtemoci ingår i släktet Leptodiaptomus och familjen Diaptomidae. Inga underarter finns listade i Catalogue of Life.